# Schuldhafte Infektion mit HIV
Eine schuldhafte Infektion einer anderen Person mit dem HI-Virus wird in den einzelnen Ländern unterschiedlich bewertet und geahndet.
Als typische schuldhafte, also vorwerfbare vorsätzliche oder fahrlässige Handlung eines Infizierten, die eine Infektion mit HIV hervorruft, gelten insbesondere ungeschützter Geschlechtsverkehr mit Sexualpartnern, die über die Infektion des anderen nicht informiert sind sowie die Weitergabe von infektiösem Spritzbesteck, vor allem beim intravenösen Konsum von Drogen. Weiterhin kommt die Verwendung HIV-verseuchter Blutkonserven in Betracht. Teilweise wird auch die Weitergabe von HIV während der Schwangerschaft oder der Geburt oder durch das Stillen als schuldhaft angesehen, wenn die werdenden Mütter Maßnahmen gegen eine Weitergabe der Infektion abgelehnt oder unterbrochen haben, namentlich im African Model AIDS Law.

## Situation in Europa
In Europa wird die schuldhafte Infektion einer anderen Person mit dem HI-Virus in der Regel als schwere Körperverletzung verstanden. Sie wird mit mehrjährigen Haftstrafen belegt, so in Deutschland, Österreich, der Schweiz, den Niederlanden und Schweden. Österreich hat zusätzlich ein eigenes AIDS-Gesetz geschaffen. In Großbritannien, Norwegen und Finnland ist die Situation zumindest mit der in den genannten Staaten vergleichbar.

### Deutschland
In Deutschland stellt die HIV-Übertragung eine gefährliche als auch schwere Körperverletzung nach den §§ 223 ff. Strafgesetzbuch dar.
Der ungeschützte Geschlechtsverkehr eines HIV-positiven Menschen ist eine gefährliche Körperverletzung „mittels einer das Leben gefährdenden Behandlung“ im Sinne von § 224 Absatz 1 Nr. 5. Dabei geht man davon aus, dass es beim ungeschützten Geschlechtsverkehr durch einen HIV-positiven Sexualpartner auf die eingetretene Verletzung und nicht auf die Gefährlichkeit der Handlung ankomme. Im Ergebnis wird also die Tatbegehung als Eignungsdelikt qualifiziert. Unerheblich ist, ob es durch den ungeschützten Geschlechtsverkehr tatsächlich zur Übertragung des HI-Virus kommt. Bestraft werden sowohl die vollendete Tat wie auch der Versuch. Eine Körperverletzung in Form einer Gesundheitsschädigung ist im Falle einer Infizierung mit dem HI-Virus damit auch dann vollendet, wenn die Krankheit erst zu einem späteren Zeitpunkt offen ausbricht. Der Bundesgerichtshof für Strafsachen hat für den Versuch entschieden, dass eine HIV-positive Person, die Kenntnis von ihrer Infektion hat und ungeschützten Geschlechtsverkehr praktiziert, zumindest billigend in Kauf nimmt, dass der Sexualpartner sich mit dem HI-Virus infiziert, wenn ihm auch der tatsächliche Infektions-Erfolg möglicherweise nicht willkommen ist. Es sind keine Fälle bekannt, in denen es zu Verurteilungen wegen geschützt vorgenommenem Geschlechtsverkehr kam. Die Benutzung eines Kondoms schließt den Vorsatz zur Körperverletzung aus.
Der Tatbestand des § 226 Abs. 1 Nr. 3 StGB stellt den Verfall in schwere Krankheitszustände unter Strafe. Der Begriff des Verfallens verdeutlicht, dass es sich um eine chronische Gesundheitsschädigung handeln muss, die zwar nicht unheilbar zu sein braucht, jedoch für längere Zeit besteht und deren Heilung sich nicht bestimmen lässt. Neben dem Siechtum, also einem chronischen Krankheitszustand, der den Gesamtorganismus schädigt und zu einer allgemeinen Hinfälligkeit führt, ist auch die schuldhafte Infektion mit dem HI-Virus unter dieses Merkmal zu subsumieren.
Ist die HIV-negative Person über die HIV-Infektion des Sexualpartners informiert und willigt zum ungeschützten Geschlechtsverkehr ein, so nimmt die Rechtsprechung eine eigenverantwortlich gewollte Selbstgefährdung an, welche die objektive Zurechnung ausschließt und somit der Täter schon den objektiven Tatbestand der §224f StGB nicht verwirklicht hat. Das bayrische Oberlandesgericht hat bereits 1989 entschieden, die Teilnahme an dieser eigenverantwortlichen Gefährdung bleibe für die HIV-positive Person straflos. Das Landgericht Würzburg bestätigte im Jahre 2007 die Straflosigkeit für den ungeschützten Geschlechtsverkehr, den eine HIV-positive Person mit einem informierten HIV-negativen Sexualpartner vornimmt. Das Gericht lässt indes offen, ob eine freie und eigenverantwortliche Selbstgefährdung oder eine wirksame Einwilligung vorliegt.
Die Erkenntnis, dass HIV-positive Menschen unter wirksamer Behandlung dauerhaft eine Viruslast unter der Nachweisgrenze aufweisen und damit kaum noch infektiös sind, führt zur strafrechtlich relevanten Frage, ob der Strafvorwurf, durch den ungeschützten Geschlechtsverkehr werde die HIV-Infektion des Sexualpartners „billigend in Kauf genommen“, noch aufrechterhalten werden kann.

### Österreich
In Österreich kommen bei der Übertragung des HI-Virus die allgemeinen strafrechtlichen Vorschriften im Rahmen der Körperverletzungsdelikte zur Anwendung (Paragraphen 83 ff. des österreichischen Allgemeinen Strafgesetzbuches, StGB-Ö). Darüber hinaus enthält das österreichische Strafgesetzbuch Vorschriften über die vorsätzliche und fahrlässige Gefährdung von Menschen durch übertragbare Krankheiten und seit 1993 ein besonderes AIDS-Gesetz.

§ 178 StGB-Ö lautet:

„Wer eine Handlung begeht, die geeignet ist, die Gefahr der Verbreitung einer übertragbaren Krankheit unter Menschen herbeizuführen, ist mit Freiheitsstrafe bis zu drei Jahren oder mit Geldstrafe bis zu 360 Tagessätzen zu bestrafen, wenn die Krankheit ihrer Art nach zu den wenn auch nur beschränkt anzeige- oder meldepflichtigen Krankheiten gehört.“

§ 179 StGB-Ö lautet:

„Wer die im § 178 mit Strafe bedrohte Handlung fahrlässig begeht, ist mit Freiheitsstrafe bis zu einem Jahr oder mit Geldstrafe bis zu 360 Tagessätzen zu bestrafen.“

Bei den §§ 178 und 179 StGB-Ö handelt es sich um sogenannte Gemeingefährdungsdelikte. Zweck der Normen ist nicht die Verhinderung einer konkreten Gefahr für ein Individuum, sondern das Vermeiden einer Gemeingefahr, letztendlich geht es um die Endemie- bzw. Epidemiebekämpfung. Geschütztes Rechtsgut ist nicht die körperliche Unversehrtheit eines Menschen, sondern die gesundheitliche Situation der Gesamtbevölkerung.
Unter Strafandrohung steht eine Handlung, die geeignet ist, die Gefahr der Verbreitung einer übertragbaren Krankheit unter Menschen herbeizuführen. Die HIV-Infektion ist eine unter Menschen übertragbare Krankheit. Bereits die Infektion an sich hat Krankheitswert im Sinne dieser Bestimmung. Aus der Formulierung „geeignet ist“ ergibt sich, dass die Herbeiführung einer auch nur abstrakten Gefahr der Verbreitung einer übertragbaren Krankheit unter Menschen ausreicht. Die tatsächliche Ansteckung eines Menschen mit einer übertragbaren Krankheit ist ebenso wenig erforderlich wie das Auslösen einer konkreten Ansteckungsgefahr. Der ungeschützte Geschlechtsverkehr zwischen einer HIV-positiven und einer HIV-negativen Person ist nach Lehre und Rechtsprechung geeignet, eine Gefahr der Verbreitung des HI-Virus herbeizuführen. Zu den objektiven Bedingungen der Strafbarkeit gehört, dass eine meldepflichtige Krankheit oder eine „ihrer Art nach“ anzeige- oder meldepflichtige Krankheit vorliegt. Die HIV-Infektion als solche gehört nicht zu den meldepflichtigen Krankheiten nach dem österreichischen Epidemienrecht. § 2 und § 3 des österreichischen AIDS-Gesetzes sehen eine Meldepflicht nur für die Fälle vor, in denen „AIDS“ diagnostiziert wurde, nicht jedoch für den bloßen positiven HIV-Befund. Es ist indes in der Lehre und Praxis unbestritten, dass die HIV-Infektion als solche eine Krankheit darstellt, die „ihrer Art“ meldepflichtig ist.
§ 178 StGB-Ö ist ein Vorsatzdelikt, der bedingte Vorsatz im Sinne von § 5 Abs. 1, 2. Halbsatz StGB-Ö genügt, wenn eine HIV-infizierte Person mit einer nicht infizierten Person ungeschützten Vaginal- oder Analverkehr vollzieht. HIV-infizierte Menschen, die ihren HIV-Status nicht kennen, aber begründeten Anlass zu einem HIV-Test gehabt hätten, handeln bei ungeschütztem Geschlechtsverkehr fahrlässig und werden nach § 178 StGB-Ö bestraft.

#### Österreichisches AIDS-Gesetz von 1993
AIDS-G § 4 (1) Personen, bei denen eine Infektion mit einem HIV nachgewiesen wurde oder das Ergebnis einer Untersuchung gemäß Abs. 2 nicht eindeutig negativ ist, ist es verboten, gewerbsmäßig sexuelle Handlungen am eigenen Körper zu dulden oder solche Handlungen an anderen vorzunehmen. (2) Neben den nach dem Geschlechtskrankheitengesetz, StGBl. Nr. 152/1945, und auf seiner Grundlage erlassenen Verordnungen vorgeschriebenen Untersuchungen haben sich Personen vor der Aufnahme einer Tätigkeit im Sinne des Abs. 1 einer amtsärztlichen Untersuchung auf das Vorliegen einer HIV-Infektion zu unterziehen. Darüber hinaus haben sich Personen, die Tätigkeiten im Sinne des Abs. 1 ausüben, periodisch wiederkehrend, mindestens jedoch in Abständen von drei Monaten, einer amtsärztlichen Untersuchung auf das Vorliegen einer HIV-Infektion zu unterziehen. (3) Die Bezirksverwaltungsbehörde hat den im § 2 der Verordnung BGBl. Nr. 314/1974 vorgesehenen Ausweis nicht auszustellen bzw. einzuziehen, wenn 1. eine HIV-Infektion vorliegt, 2. das Ergebnis einer Untersuchung im Sinne des Abs. 2 nicht eindeutig negativ ist, oder 3. die Vornahme einer Untersuchung im Sinne des Abs. 2 verweigert wird. (4) Jeder Amtsarzt ist gegenüber Personen, die Tätigkeiten im Sinne des Abs. 1 ausüben, verpflichtet, sie anlässlich von Untersuchungen im Sinne des Abs. 2 über die Infektionsmöglichkeiten mit HIV, die Verhaltensregeln zur Vermeidung einer solchen Infektion sowie über das Verbot gemäß Abs. 1 zu belehren. AIDS-G § 5 (1) Wird anlässlich einer Untersuchung bei einer Person eine HIV-Infektion nachgewiesen, so ist der Arzt verpflichtet, dies der betreffenden Person im Rahmen einer eingehenden persönlichen Aufklärung und Beratung mitzuteilen. (2) Jeder Arzt, der einer Person mitteilt, dass sie mit einem HIV infiziert ist, hat sie ferner über die Infektionsmöglichkeiten sowie über die Verhaltensregeln zur Vermeidung einer solchen Infektion zu belehren. AIDS-G § 9 (1) Sofern die Tat nicht den Tatbestand einer in die Zuständigkeit der Gerichte fallenden strafbaren Handlung bildet, begeht eine Verwaltungsübertretung und ist hierfür mit Geldstrafe bis zu 7.260 Euro zu bestrafen, wer 1. entgegen § 4 Abs. 1 gewerbsmäßig sexuelle Handlungen am eigenen Körper duldet oder solche Handlungen an anderen vornimmt; 2. gewerbsmäßig sexuelle Handlungen am eigenen Körper duldet oder solche Handlungen an anderen vornimmt, ohne sich vor der Aufnahme dieser Tätigkeit oder regelmäßig wiederkehrend einer amtsärztlichen Untersuchung gemäß § 4 Abs. 2 zu unterziehen. (2) Wer eine der im Abs. 1 bezeichneten Verwaltungsübertretungen begeht, nachdem er innerhalb der letzten drei Jahre schon zweimal nach Abs. 1 bestraft worden ist, ist mit Freiheitsstrafe bis zu sechs Wochen oder mit Geldstrafe bis zu 7.260 Euro zu bestrafen. (3) Eine Verwaltungsübertretung begeht und ist hierfür mit Geldstrafe bis zu 2.180 Euro zu bestrafen, wer die im § 2 Abs. 1 vorgesehene Meldung nicht oder nicht rechtzeitig (§ 3 Abs. 1) erstattet.
Nicht maßgebend für die Strafbarkeit an sich ist eine allfällige Einwilligung der HIV-negativen Person in den Sexualkontakt mit dem HIV-positiven Partner. Das Schutzgut „Gesundheit der Bevölkerung“ ist einer Einwilligung eines Individuums nicht zugänglich. Hingegen sind in der Gerichtspraxis Fälle bekannt, in denen das Einverständnis der nicht-infizierten Person strafmildernd berücksichtigt wurde. Eine einheitliche Praxis ist indes nicht erkennbar.

### Schweden
Die HIV-Übertragung wird in Schweden als Körperverletzungsdelikt sanktioniert. Eine einfache Körperverletzung im Sinne von Kapitel 3 Sektion 5 des schwedischen Strafgesetzbuches liegt tatbestandsmäßig auch dann vor, wenn eine Krankheit übertragen wird. Kapitel 3 Sektion 6 StGB-S sieht eine Strafverschärfung bei schwerer Körperverletzung vor. Zu beachten ist zudem, dass bestraft wird, wer durch grobe Fahrlässigkeit jemanden anderen einer tödlichen Gefahr oder der Gefahr einer ernsthaften Erkrankung aussetzt (Kapitel 3 Sektion 9 StGB-S: „A person who through gross carelessness exposes another to mortal danger or danger of severe bodily injury or serious illness, shall be sentenced for creating danger to another to a fine or imprisonment for at most two years“ (in Deutsch: Eine Person, welche durch schwere Fahrlässigkeit andere einer tödlichen Gefahr oder der Gefahr einer schwerwiegenden Körperverletzung oder ernsthaften Erkrankung aussetzt, soll wegen Herbeiführung von Gefahren für andere zu einer Geldstrafe oder Gefängnisstrafe von höchstens zwei Jahren verurteilt werden.)). Rechtstechnisch handelt es sich hier ähnlich wie bei Art. 231 CH-StGB um ein Gefährdungsdelikt. Gemäß Wortlaut werden jedoch in der schwedischen Bestimmung lediglich Individualrechtsgüter geschützt und nicht die allgemeine Volksgesundheit. Der oberste schwedische Gerichtshof hat diese Norm in einem Fall angewendet, in dem die Voraussetzungen zur Bestrafung nach den klassischen Körperverletzungsdelikten mangels ausreichenden Vorsatzes nicht gegeben waren. Im Ergebnis macht sich eine HIV-positive Person bei ungeschütztem Sexualverkehr ohne Information über den HIV-Status an den Sexualpartner wegen fahrlässiger Verbreitung einer gefährlichen Krankheit strafbar.

### Niederlande
Die HIV-Übertragung kann nach geltendem Strafrecht ein Körperverletzungsdelikt darstellen. Diese sind im niederländischen Strafgesetzbuch (StGB-N) in den Art. 300 ff. geregelt. Bei schwerer Körperverletzung wird eine Höchststrafe von bis zu 12 Jahren Gefängnis angedroht (Art. 303 Abs. 1 StGB-N). Führt die Körperverletzung zum Tode ist die Strafe bis zu 15 Jahren (Art. 300 Abs. 2 StGB) Gefängnis. Art. 82 StGB-N sieht vor, dass eine schwere Krankheit, die nicht geheilt werden und zu einer Behinderung führen kann, einer schweren Körperverletzung gleichkommt. Ein Versuch wird nach Art. 45 StGB-N bestraft, wenn „die Absicht des Täters durch den Beginn der Ausübung der Straftat manifestiert wird“. Der Versuch zu einer einfachen Körperverletzung (Art. 300 StGB-N) ist nicht strafbar (Art. 300 Abs. 5 StGB-N).

### Schweiz
In dem zur Publikation vorgesehenen Leitentscheid 6B_337/2012 vom 19. März 2013 entschied das Schweizerische Bundesgericht:
«Das Bundesgericht qualifizierte die HIV-Infektion in seiner bisherigen Rechtsprechung konstant als lebensgefährliche schwere Körperverletzung im Sinne von Art. 122 Abs. 1 StGB (bzw. Art. 125 Abs. 2 StGB). (...) An der bisherigen bundesgerichtlichen Rechtsprechung kann insofern nicht festgehalten werden, als sich heute angesichts der wissenschaftlichen Erkenntnisse und der medizinischen Behandlungsmöglichkeiten nicht mehr sagen lässt, dass der Zustand der Infiziertheit mit dem HI-Virus schon als solcher generell lebensgefährlich im Sinne von Art. 122 Abs. 1 StGB ist. (...) Dass die HIV-Infektion als solche auch unter Berücksichtigung der medizinischen Fortschritte indes nach wie vor eine nachteilige pathologische Veränderung mit Krankheitswert darstellt, steht außer Diskussion. Lässt sich diese Infektion auf einen Übertragungsakt zurückführen, ist mit nahezu einhelliger Meinung von einer tatbestandsmässigen Körperverletzung auszugehen. (...) Fraglich ist nur, ob sie unter den Tatbestand der einfachen Körperverletzung zu subsumieren ist (...), oder unter denjenigen der schweren Körperverletzung» (E. 3.4.1–3.4.3)
In dem zu entscheidenden Fall wies das Bundesgericht diese Frage zur Klärung an die Vorinstanz zurück. Zudem bestätigte es den Schuldspruch wegen Verbreitens menschlicher Krankheiten (Art. 231 Ziff. 1 Abs. 1 StGB).

### Polen
Wer von seiner HIV-Infektion weiß und eine andere Person mit HIV infiziert, kann gemäß Art 161 § 1 KK mit bis zu zehn Jahren Freiheitsentzug bestraft werden. Die Beweispflicht (der HIV-Übertragung) liegt bei der Person, die angibt infiziert worden zu sein. Genetische Untersuchungen (phylogenetische Tests) werden zur Beweiserhebung angewendet. Das polnische Strafrecht kennt darüber hinaus den Tatbestand der Gefährdungshaftung: wenn ein HIV-Positiver Sex mit anderen Personen hat und diese vorher nicht über seine Infektion informiert, droht ihm eine Freiheitsstrafe von bis zu drei Jahren – unabhängig davon, ob konkret eine HIV-Übertragung stattgefunden hat. Allerdings besteht nach den Ausführungen der Referentin (J. Plichtowicz-Rudnicka) eine gewisse Rechtsunsicherheit darin, dass der Gesetzestext von HIV spricht, nicht jedoch von AIDS. Zudem biete das polnische Strafrecht eine Möglichkeit der Strafreduzierung: wer schwer erkrankt ist (hier: AIDS hat), wird statt mit bis zu drei Jahren maximal mit einem Jahr Haft bestraft. Mehrere Straftaten (HIV-Übertragungen oder mögliche Übertragungen) können zu einer höheren Gesamtstrafe akkumuliert werden. Andererseits kann das Gericht ein Verfahren auch für „schwebend“ erklären – in diesem Fall wird kein Urteil gesprochen, keine Strafe verhängt. Sollte es allerdings zu einem weiteren Verfahren kommen, werden beide Tatbestände im Urteil berücksichtigt. Strafen können zur Bewährung ausgesetzt werden (i. d. R. Bewährungszeit von zwei bis fünf Jahren). Die drastische Reduzierung der Infektiosität bei erfolgreicher HIV-Therapie (”EKAF-Statement“) wird bisher in der Rechtsprechung und Strafbemessung nach Wissen der Referentin nicht berücksichtigt. Niemand ist (u. a. gemäß Art. 360 Strafprozeßordnung) verpflichtet, seine HIV-Infektion offenzulegen (Ausnahme Sexpartner, siehe oben). Allerdings ist es häufige Praxis, dass beispielsweise Piloten, Gerichts-Bedienstete oder Polizisten ihre Anstellung verlieren, sobald ihre HIV-Infektion bekannt wird.

## Situation außerhalb Europas
Außerhalb Europas wird eine schuldhafte Infektion mit HIV mitunter als versuchter Mord gewertet und demgemäß verurteilt, so geschehen im Mai 2009 in Kanada und im August 1994 in den USA. Der in den Medien über längere Zeit präsente Fall einer HIV-Masseninfektion in Libyen wird wegen seiner speziellen Hintergründe nicht weiter ausgeführt, Näheres dazu unter HIV-Prozess in Libyen.

### Kanada
In Kanada gibt es weder im Strafrecht noch im Gesundheitsrecht HIV/AIDS-spezifische Rechtsnormen zur Bestrafung der HIV-Übertragung. Das kanadische Strafgesetzbuch sieht verschiedene Bestimmungen vor, die bei einer Übertragung zur Anwendung kommen, namentlich betrifft dies die Körperverletzungsdelikte in den Art. 265 ff des kanadischen Strafgesetzbuches (StGB-C). Eine strafbare Tätlichkeit (assault) begeht nach Art. 265 StGB-C, wer vorsätzlich einen anderen Menschen tätlich berührt, ohne dass diese Person einwilligt. Die Einwilligung ist nicht gültig, wenn sie betrügerisch erreicht wird (Art. 265 Abs. 3 StGB-C). Eine Tätlichkeit wird mit bis zu fünf Jahren Gefängnis bestraft. Das Strafmaß wird auf bis zu 14 Jahren erhöht, wenn die Tätlichkeit zu einer Körperverletzung (assault causing bodily harm, Art. 267 StGB-C) oder zu einer schweren Körperverletzung mit Gefahr für das Leben des Verletzten (aggravated assault, endangers the life of the complainant, Art. 268 StGB-C) führt. Langjährige Strafen sind weiter vorgesehen bei „sexual assault“ (zehn Jahre Gefängnis, Art. 271 StGB-C) und bei „aggravated assault“ (14 Jahre Gefängnis, Art. 272 StGB-C) und „aggravated sexual assault“ (Art. 273 StGB-C). Bei all diesen (Vorsatz) Delikten ist auch der Versuch strafbar. Das kanadische Strafrecht sieht in Art. 219 StGB-C Strafen bei krimineller Fahrlässigkeit (criminal negligence) vor, wenn durch eine fahrlässige Handlung das Leben oder die Gesundheit einer anderen Person gefährdet wird. Sofern eine gesetzliche Pflicht zum Handeln besteht, ist auch das Unterlassen einer Handlung zur Vermeidung einer Gefahr für das Leben oder die Gesundheit. Führt die kriminell fahrlässige Handlung zu einer schweren Körperverletzung, liegt das Strafmaß bei bis zu zehn Jahren Gefängnis (Art. 221 StGB). Die Anwendung dieser Strafnorm kommt nur in Frage, wenn das HI-Virus durch den ungeschützten Geschlechtsverkehr tatsächlich übertragen wird. Bei Fahrlässigkeitsdelikten ist der Versuch nicht strafbar.

### US-Bundesstaaten
In nicht weniger als 24 US-Bundesstaaten existieren Gesetze, die HIV-positiven Personen strafbewehrte Verhaltenspflichten für den Sexualverkehr auferlegen. Die Strafandrohungen variieren zwischen einer einjährigen Gefängnisstrafe oder Buße (z. B. in Virginia) und einer Maximalstrafe von 30 Jahren Gefängnis in Arkansas, in Louisiana gab es für einen Arzt wegen der vorsätzlicher Infizierung seiner Ex-Frau sogar fünfzig Jahre Zwangsarbeit wegen Mordversuchs. Ratio legis dieser Gesetzgebung bildet die Idee, dass informierte Sexualpartner eher bereit sind, die nötigen Schutzmaßnahmen gegen die HIV-Übertragung zu ergreifen. Von den insgesamt 24 Gliedstaaten, die HIV/AIDS-spezifische Strafrechtsbestimmungen kennen, unterscheidet einzig das Gesetz in Kalifornien zwischen strafbarem ungeschützten Geschlechtsverkehr und nicht strafbarem geschützten Geschlechtsverkehr. Diese Strafnorm beschränkt die Strafbarkeit des Geschlechtsverkehrs HIV-positiver Menschen in Mehrfacherweise: Zum einen entfällt die Strafbarkeit bei geschütztem Geschlechtsverkehr und beim geschützten oder ungeschützten Oralverkehr, zum anderen hat die Information über den Serostatus an den Sexualpartner zur Folge, dass auch der ungeschützte Geschlechtsverkehr nicht bestraft wird. Der ungeschützte Geschlechtsverkehr ohne Information über den HIV-Status an den Geschlechtsverkehrspartner wird schließlich nur dann bestraft, wenn eine Infektionsabsicht vorliegt. Präzisierend hält die Bestimmung weiter fest, dass die Kenntnis des (eigenen) HIV-Status alleine nicht ausreiche, um eine Infektionsabsicht zu beweisen.
Seit Beginn der HIV-Infektion bis 2008 kam es auf dem gesamten Gebiet der USA zu 345 gerichtlichen Anklagen gegen Menschen mit HIV/AIDS der (tatsächlichen oder versuchten) Übertragung des HI-Virus. 205 Personen wurden verurteilt. Die Anklagen und Verurteilungen bis zum Jahre 2003 wurden in einer Studie ausgewertet. Von insgesamt 316 Anklagen betrafen rund 70 Prozent Sexualkontakte. In fast einem Viertel der Fälle (75) wurden HIV-positive Personen wegen „Beißen“, „Spucken“ oder „Kratzen“ angeklagt. Die restlichen Fälle betrafen den Verkauf unsauberen Blutes oder nicht sterilem Injektionsmaterial. In 95 Fällen ging es um Geschlechtsverkehr ohne Information über den HIV-Status des einen Geschlechtsverkehrspartners. Bei diesen 95 Fällen kam es zu 42 Verurteilungen. Insgesamt 84 Anklagen betrafen HIV-positive Personen, die ihre Sexualpartner über den HIV-Status informiert hatten. Hier kam es zu 65 Verurteilungen.

## Bewertungen
AIDS-Hilfeorganisationen sehen in der generellen Strafbarkeit von HIV-Infektionen ein Hemmnis bei der effizienten Vorbeugung gegen HIV-Neuinfektionen und raten von der Anwendung spezieller AIDS-Gesetze ab. Die Gesetzgeber einiger Staaten halten dagegen, das Rechtsgut der Gesundheit des einzelnen bzw. der Bevölkerung wiege höher als die sexuelle Freizügigkeit eines Infizierten (siehe dazu die Abschnitte: Situation in Österreich, Rechtslage in Schweden) oder stellen bei HIV-positiven auf die erhöhte Bereitschaft zum Safer Sex mit HIV-negativen Sexualpartnern ab (vgl. Gesetzgebung und Rechtsprechung in US-Gliedstaaten).